# Robles de la Valcueva
Robles de la Valcueva es una localidad española perteneciente al municipio de Matallana de Torío, en la provincia de León, comunidad autónoma de Castilla y León.
Situado sobre el Arroyo de Robles y el Arroyo de los Molinos, afluentes del Río Torío.
Los terrenos de Robles de la Valcueva limitan con los de Serrilla, Matallana de Torío y Villalfeide al norte, Correcillas al noreste, La Valcueva al este, La Cándana de Curueño, Sopeña de Curueño, Pardesivil, La Mata de Curueño y Santa Colomba de Curueño al sureste, Pardavé y Fontanos de Torío al sur, Naredo de Fenar y Robledo de Fenar al suroeste, Llombera al oeste y Orzonaga y Coladilla al noroeste.
Perteneció al antiguo Concejo de Vegacervera.